# Medalja za hrabrost (Slovenska vojska)
Medalja za hrabrost je visoko vojaško odlikovanje, ki ga podeli Ministrstvo za obrambo Republike Slovenije vsem pripadnikom Slovenske vojske in drugim posameznikom, ki so izkazali izjemno hrabrost v boju in/ali v miru. Odlikovanje je opredeljeno v Pravilniku o priznanjih Ministrstva za obrambo.
Medalja za hrabrost se lahko podeli tudi posmrtno.

## Opis
Priznanje medalja za hrabrost je okrogle oblike, na njem je napis ZA HRABROST, pod njim sta stilizirana puška in lipova vejica. Na zadnji strani so vgravirani ime in priimek nosilca ter leto podelitve. Priznanje je izdelano iz srebra in pozlačeno ter visi na belo-modro-rdečem traku.

## Nadomestne oznake
Nadomestna oznaka za medaljo za hrabrost je belo-modro-rdeč pravokotnik, ki ima na sredini pomanjšano medaljo.

## Nošnja
Medalja za hrabrost se nosi na levi strani prsi nad levim srajčnim žepom uniforme.

## Nosilci
- seznam nosilcev medalje za hrabrost (Slovenija)